# ما رولونغ
ما رولونغ قائد عسكري مسلم من عرقية هوي تمرّد على حكم أسرة تشينغ مع القائد دو وين شيو أثناء تمرد بانثاي، ثم انشق عن صفوف المتمردين، ولحق بقوات أسرة تشينغ سنة 1862 م، واحتلّ بقواته كونمينغ عاصمة مقاطعة يونان، ثم شارك قوات أسرة تشينغ في سحق زملائه من المتمردين المسلمين. استطاع المارشال ما كما يسميه الأوروبيون السيطرة على معظم مقاطعة يونان الصينية، وأصبح القائد العسكري الأبرز في المقاطعة بعد الحرب. وكان لانضمام العالم المسلم يوسف ما ديشين إلى جانب ما رولونغ أثره في دعم صفوف ما رولونغ ضد قوات دو وين شيو.
يعتقد المؤرخون الأوروبيون أن القائد ما يو-كون الذي حارب ضد اليابانيين في الحرب اليابانية الصينية الأولى وضد الأجانب في ثورة الملاكمين هو ابن ما رولونغ.